# Jørgen Niclasen
Jørgen Niclasen (ur. 17 stycznia 1969 w Sørvágur) – farerski polityk, od 2019 roku wicepremier Wysp Owczych. Od 2007 roku jest przewodniczącym Farerskiej Partii Ludowej (Fólkaflokkurin).
Od 1989 roku jest deputowanym do Parlamentu Wysp Owczych, w latach 1998–2003 pełnił funkcję ministra rybołówstwa, a od 2003 roku był 3. wiceprzewodniczącym parlamentu. Od 2008 do 2011 był ministrem spraw zagranicznych, a od 2011 do 2015 ministrem finansów.

## Życiorys
Urodził się jako syn Hervųr i Niclasa. W 1988 roku ukończył wydział matematyczno–fizyczny w Hoydalar. Od 1990 roku prowadził firmę p/f N. Niclasen. W latach 1990–1991 był członkiem zarządu Atlantic Airways. Od 1994 do 1998 roku kierował fabryką p/f Tomba, zajmującą się przetwórstwem ryb, w tym samym czasie, a następnie także w latach 2003–2008 roku kierował firmą handlową Niclasen sp/f.

### Kariera polityczna
W 1989 roku wstąpił do Farerskiej Partii Ludowej. W tym samym roku został po raz pierwszy wybrany deputowanym do Logtingu. Od 1991 do 1993 roku pełnił obowiązki przewodniczącego Komisji Zdrowia Publicznego. W wyborach parlamentarnych w 1994 roku został ponownie wybrany deputowanym do Parlamentu Wysp Owczych. Od 1996 do 1998 roku był przewodniczącym Komisji Pracy, a także delegatem Wysp Owczych do Rady Nordyckiej.
14 grudnia 1998 roku został powołany w skład rządu premiera Anfinna Kallsberga na stanowisko ministra rybołówstwa, które pełnił do 14 stycznia 2003 roku. 3 września tego samego roku został wybrany 3. wiceprzewodniczącym parlamentu, był nim do 3 lutego 2004 roku. W tym samym roku został przewodniczącym Komisji Pomocy Społecznej. Został także przewodniczącym klubu parlamentarnego Farerskiej Partii Ludowej.
W 2007 roku został wybrany przewodniczącym partii ludowej. 26 września 2008 roku został ministrem spraw zagranicznych, przestał tym samym pełnić funkcję szefa klubu parlamentarnego oraz przewodniczącego Komisji Pomocy Społecznej. 14 listopada 2011 roku został ministrem finansów, stanowisko to pełnił do 15 września 2015 roku, kiedy to zastąpiła go Kristina Hafoss.
16 września 2019 roku powrócił w skład rządu na stanowisku wicepremiera i ministra finansów.